# Hachszara
Hachszara (hebr. ‏הַכְשָׁרָה‎, „przygotowanie”) – termin używany wobec programów przygotowujących Żydów do aliji, tj. do zasiedlenia Palestyny i życia w kibucach.

## Idea
Hachszary odbywały się w poza Izraelem. Miejsca w których się odbywały nazywano również hachszarami i obozami szkoleniowymi. Podstawą ideologiczną tego programu był syjonizm, który był wspierany i propagowany przez syjonistyczny ruch młodzieżowy, w tym przez organizacje syjonistyczne, takie jak: He-Chaluc, Ha-Szomer Ha-Cair, Hanoar Ha-Cijoni, Hanoar Ha-Iwri „Akiba”, Frajhajt, Dror oraz Betar. Członkowie syjonistycznych organizacji młodzieżowych osiągając około 18 lat, mieli możliwość praktycznego przygotowania do życia i pracy w Palestynie. Formą tego przygotowania była hachszara. Żydów odbywających hachszarę nazywano chalucami. Przygotowanie umożliwiało nabycie tych umiejętności zawodowych w dziedzinach życia gospodarczego, których nie mieli możliwości nabyć w diasporze, a które miały przysłużyć się nowo powstającemu państwu, takich jak m.in. rolnictwo i ogrodnictwo.